# Водне поло на літніх Олімпійських іграх 1948
Змагання з водного поло на літніх Олімпійських іграх 1948 в Лондоні тривали з 28 липня до 7 серпня у Фінчлі Лідо. 18 чоловічих збірних розіграли 1 комплект нагород.

## Медалісти
| Золото | Срібло | Бронза |
| Італія (ITA) Джильдо Арена Еміліо Бульгареллі Паскуале Буонокоре Альдо Гіра Маріо Маджоні Джемініо Огніо Джанфранко Пандольфіні Тулло Пандольфіні Чезаре Рубіні | Угорщина (HUN) Єне Бранді Оскар Чувік Деже Фабіан Дєже Дярматі Ендре Дєрфі Міклош Холоп Ласло Єней Деже Лемгеньї Карой Сіття Іштван Сівош | Нідерланди (NED) Кор Брасем Генні Кетелар Нейс Коревар Йоп Ронер Фрітс Реймсхотел Піт Саломонс Фрітс Смол Ганс Стам Руд ван Феґґелен |

## Підсумки

### 1-й раунд
В першому раунді збірні поділили на шість груп, по три в кожній. Гра відбувалася в одне коло. Місця визначалися за кількістю очок. Якщо очок було порівну, то брали до уваги різницю забитих і пропущених голів. До другого раунду потрапляли по дві перші збірні з кожної групи. Третя збірна вибувала.
Група A
| Місце | Збірна        | І | В | Н | П | ГЗ | ГП | О |  | Бельгія | США | Уругвай |
| ----- | ------------- | - | - | - | - | -- | -- | - |  | ------- | --- | ------- |
| 1.    | Бельгія (BEL) | 2 | 1 | 1 | 0 | 14 | 5  | 3 |  | X       | 4:4 | 10:1    |
| 2.    | США (USA)     | 2 | 1 | 1 | 0 | 11 | 4  | 3 |  | 4:4     | X   | 7:0     |
| 3.    | Уругвай (URU) | 2 | 0 | 0 | 2 | 1  | 17 | 0 |  | 1:10    | 0:7 | X       |

Група B
| Місце | Збірна          | І | В | Н | П | ГЗ | ГП | О |  | Швеція | Іспанія | Швейцарія |
| ----- | --------------- | - | - | - | - | -- | -- | - |  | ------ | ------- | --------- |
| 1.    | Швеція (SWE)    | 2 | 2 | 0 | 0 | 10 | 2  | 4 |  | X      | 4:1     | 6:1       |
| 2.    | Іспанія (ESP)   | 2 | 1 | 0 | 1 | 6  | 5  | 2 |  | 1:4    | X       | 5:1       |
| 3.    | Швейцарія (SUI) | 2 | 0 | 0 | 2 | 2  | 11 | 0 |  | 1:6    | 1:5     | X         |

Група C
| Місце | Збірна           | І | В | Н | П | ГЗ | ГП | О |  | Нідерланди | Індія | Чилі |
| ----- | ---------------- | - | - | - | - | -- | -- | - |  | ---------- | ----- | ---- |
| 1.    | Нідерланди (NED) | 2 | 2 | 0 | 0 | 26 | 1  | 4 |  | X          | 12:1  | 14:0 |
| 2.    | Індія (IND)      | 2 | 1 | 0 | 1 | 8  | 16 | 2 |  | 1:12       | X     | 7:4  |
| 3.    | Чилі (CHI)       | 2 | 0 | 0 | 2 | 4  | 21 | 0 |  | 0:14       | 4:7   | X    |

Група D
| Місце | Збірна          | І | В | Н | П | ГЗ | ГП | О |  | Італія | Югославія | Австралія |
| ----- | --------------- | - | - | - | - | -- | -- | - |  | ------ | --------- | --------- |
| 1.    | Італія (ITA)    | 2 | 1 | 1 | 0 | 13 | 4  | 3 |  | X      | 4:4       | 9:0       |
| 2.    | Югославія (YUG) | 2 | 1 | 1 | 0 | 16 | 7  | 3 |  | 4:4    | X         | 12:3      |
| 3.    | Австралія (AUS) | 2 | 0 | 0 | 2 | 3  | 21 | 0 |  | 0:9    | 3:12      | X         |

Група E
| Місце | Збірна                | І | В | Н | П | ГЗ | ГП | О |  | Угорщина | Єгипет | Велика Британія |
| ----- | --------------------- | - | - | - | - | -- | -- | - |  | -------- | ------ | --------------- |
| 1.    | Угорщина (HUN)        | 2 | 2 | 0 | 0 | 16 | 4  | 4 |  | X        | 5:2    | 11:2            |
| 2.    | Єгипет (EGY)          | 2 | 0 | 1 | 1 | 5  | 8  | 1 |  | 2:5      | X      | 3:3             |
| 3.    | Велика Британія (GBR) | 2 | 0 | 1 | 1 | 5  | 14 | 1 |  | 2:11     | 3:3    | X               |

Група F
| Місце | Збірна          | І | В | Н | П | ГЗ | ГП | О |  | Франція | Аргентина | Греція |
| ----- | --------------- | - | - | - | - | -- | -- | - |  | ------- | --------- | ------ |
| 1.    | Франція (FRA)   | 2 | 2 | 0 | 0 | 11 | 2  | 4 |  | X       | 4:1       | 7:1    |
| 2.    | Аргентина (ARG) | 2 | 1 | 0 | 1 | 7  | 6  | 2 |  | 1:4     | X         | 6:2    |
| 3.    | Греція (GRE)    | 2 | 0 | 0 | 2 | 3  | 13 | 0 |  | 1:7     | 2:6       | X      |

### 2-й раунд
В другому раунді 12 збірних поділили на чотири групи, по три в кожній. Гра відбувалася в одне коло. Збірні грали одна з одною, якщо вони не зустрічалися в попередньому раунді. Місця визначалися за кількістю очок. Якщо очок було порівну, то брали до уваги різницю забитих і пропущених голів. До півфіналу потрапляли по дві перші збірні з кожної групи. Третя збірна вибувала.
Перенесені з попереднього раунду результати вказано курсивом.
Група G
| Місце | Збірна        | І | В | Н | П | ГЗ | ГП | О |  | Швеція | Бельгія | США |
| ----- | ------------- | - | - | - | - | -- | -- | - |  | ------ | ------- | --- |
| 1.    | Швеція (SWE)  | 2 | 1 | 1 | 0 | 8  | 1  | 3 |  | X      | 1:1     | 7:0 |
| 2.    | Бельгія (BEL) | 2 | 0 | 2 | 0 | 5  | 5  | 2 |  | 1:1    | X       | 4:4 |
| 3.    | США (USA)     | 2 | 0 | 1 | 1 | 4  | 11 | 1 |  | 0:7    | 4:4     | X   |

Група H
| Місце | Збірна           | І | В | Н | П | ГЗ | ГП | О |  | Нідерланди | Іспанія | Індія |
| ----- | ---------------- | - | - | - | - | -- | -- | - |  | ---------- | ------- | ----- |
| 1.    | Нідерланди (NED) | 2 | 2 | 0 | 0 | 17 | 3  | 4 |  | X          | 5:2     | 12:1  |
| 2.    | Іспанія (ESP)    | 2 | 1 | 0 | 1 | 13 | 6  | 2 |  | 2:5        | X       | 11:1  |
| 3.    | Індія (IND)      | 2 | 0 | 0 | 2 | 2  | 23 | 0 |  | 1:12       | 1:11    | X     |

Група I
| Місце | Збірна          | І | В | Н | П | ГЗ | ГП | О |  | Італія | Угорщина | Югославія |
| ----- | --------------- | - | - | - | - | -- | -- | - |  | ------ | -------- | --------- |
| 1.    | Італія (ITA)    | 2 | 1 | 1 | 0 | 8  | 7  | 3 |  | X      | 4:3      | 4:4       |
| 2.    | Угорщина (HUN)  | 2 | 1 | 0 | 1 | 6  | 5  | 2 |  | 3:4    | X        | 3:1       |
| 3.    | Югославія (YUG) | 2 | 0 | 1 | 1 | 5  | 7  | 1 |  | 4:4    | 1:3      | X         |

Група J
| Місце | Збірна          | І | В | Н | П | ГЗ | ГП | О |  | Франція | Єгипет | Аргентина |
| ----- | --------------- | - | - | - | - | -- | -- | - |  | ------- | ------ | --------- |
| 1.    | Франція (FRA)   | 2 | 1 | 1 | 0 | 7  | 4  | 3 |  | X       | 3:3    | 4:1       |
| 2.    | Єгипет (EGY)    | 2 | 0 | 2 | 0 | 7  | 7  | 2 |  | 3:3     | X      | 4:4       |
| 3.    | Аргентина (ARG) | 2 | 0 | 1 | 1 | 5  | 8  | 1 |  | 1:4     | 4:4    | X         |

### Півфінали
У півфіналі 8 збірних поділили на дві групи, по чотири в кожній. Гра відбувалася в одне коло. Збірні грали одна з одною, якщо вони не зустрічалися в попередньому раунді. Місця визначалися за кількістю очок. Якщо очок було порівну, то брали до уваги різницю забитих і пропущених голів. До медального фіналу потрапляли по дві перші збірні з кожної групи. Третя і четверта збірна потрапляли до втішного фіналу за 5-8-ме місця.
Перенесені з попереднього раунду результати вказано курсивом.
Група K
| Місце | Збірна           | І | В | Н | П | ГЗ | ГП | О |  | Нідерланди | Бельгія | Швеція | Іспанія |
| ----- | ---------------- | - | - | - | - | -- | -- | - |  | ---------- | ------- | ------ | ------- |
| 1.    | Нідерланди (NED) | 3 | 2 | 1 | 0 | 13 | 8  | 5 |  | X          | 3:3     | 5:3    | 5:2     |
| 2.    | Бельгія (BEL)    | 3 | 1 | 2 | 0 | 8  | 5  | 4 |  | 3:3        | X       | 1:1    | 4:1     |
| 3.    | Швеція (SWE)     | 3 | 1 | 1 | 1 | 8  | 7  | 3 |  | 3:5        | 1:1     | X      | 4:1     |
| 4.    | Іспанія (ESP)    | 3 | 0 | 0 | 3 | 4  | 13 | 0 |  | 2:5        | 1:4     | 1:4    | X       |

Група L
| Місце | Збірна         | І | В | Н | П | ГЗ | ГП | О |  | Італія | Угорщина | Франція | Єгипет |
| ----- | -------------- | - | - | - | - | -- | -- | - |  | ------ | -------- | ------- | ------ |
| 1.    | Італія (ITA)   | 3 | 3 | 0 | 0 | 14 | 6  | 6 |  | X      | 4:3      | 5:2     | 5:1    |
| 2.    | Угорщина (HUN) | 3 | 2 | 0 | 1 | 13 | 10 | 4 |  | 3:4    | X        | 5:4     | 5:2    |
| 3.    | Франція (FRA)  | 3 | 0 | 1 | 2 | 9  | 13 | 1 |  | 2:5    | 4:5      | X       | 3:3    |
| 4.    | Єгипет (EGY)   | 3 | 0 | 1 | 2 | 6  | 13 | 1 |  | 1:5    | 2:5      | 3:3     | X      |

### Фінальний раунд
У фінальному раунді гра відбувалася аналогічно до попередніх.
Медальна група
| Місце  | Збірна           | І | В | Н | П | ГЗ | ГП | О |  | Італія | Угорщина | Нідерланди | Бельгія |
| ------ | ---------------- | - | - | - | - | -- | -- | - |  | ------ | -------- | ---------- | ------- |
| Gold   | Італія (ITA)     | 3 | 3 | 0 | 0 | 12 | 7  | 6 |  | X      | 4:3      | 4:2        | 4:2     |
| Silver | Угорщина (HUN)   | 3 | 1 | 1 | 1 | 10 | 8  | 3 |  | 3:4    | X        | 4:4        | 3:0     |
| Bronze | Нідерланди (NED) | 3 | 0 | 2 | 1 | 9  | 11 | 2 |  | 2:4    | 4:4      | X          | 3:3     |
| 4.     | Бельгія (BEL)    | 3 | 0 | 1 | 2 | 5  | 10 | 1 |  | 2:4    | 0:3      | 3:3        | X       |

Втішна група
| Місце | Збірна        | І | В | Н | П | ГЗ | ГП | О |  | Швеція | Франція | Єгипет | Іспанія |
| ----- | ------------- | - | - | - | - | -- | -- | - |  | ------ | ------- | ------ | ------- |
| 5.    | Швеція (SWE)  | 3 | 2 | 1 | 0 | 8  | 4  | 5 |  | X      | 1:1     | 3:2    | 4:1     |
| 6.    | Франція (FRA) | 3 | 1 | 2 | 0 | 6  | 5  | 4 |  | 1:1    | X       | 3:3    | 2:1     |
| 7.    | Єгипет (EGY)  | 3 | 1 | 1 | 1 | 8  | 7  | 3 |  | 2:3    | 3:3     | X      | 3:1     |
| 8.    | Іспанія (ESP) | 3 | 0 | 0 | 3 | 3  | 9  | 0 |  | 1:4    | 1:2     | 1:3    | X       |

## Країни-учасниці
Кожній країні дозволялося виставити збірну з 11 гравців, кожен з яких мав право на участь.
В Іграх взяли участь 155(*) гравців з 18 країн:
- Аргентина (ARG) (7)
- Австралія (AUS) (10)
- Бельгія (BEL) (8)
- Чилі (CHI) (8)
- Єгипет (EGY) (8)
- Франція (FRA) (11)
- Велика Британія (GBR) (8)
- Греція (GRE) (8)
- Угорщина (HUN) (10)
- Індія (IND) (10)
- Італія (ITA) (9)
- Нідерланди (NED) (9)
- Іспанія (ESP) (8)
- Швейцарія (SUI) (7)
- Швеція (SWE) (10)
- США (USA) (8)
- Уругвай (URU) (8)
- Югославія (YUG) (9)

(*) Нотатка: Враховано лише тих гравців, які взяли участь принаймні в одній грі.
Не всі резервні гравці знані.